# Stepnoje Osero (Region Altai)
Stepnoje Osero (russisch Степно́е О́зеро) ist eine Siedlung städtischen Typs in der Region Altai (Russland) mit 6672 Einwohnern (Stand 14. Oktober 2010).

## Geographie
Die Siedlung liegt etwa 270 km Luftlinie westsüdwestlich des Regionsverwaltungszentrums Barnaul in der Kulundasteppe, gut 2 km von Nordostufer des salzigen Kutschuksees und 10 km vom Südende des Kulundasees entfernt. Unmittelbar südöstlich der Siedlung liegt der kleinere Selitrowoje-See („Salpeter-See“).
Stepnoje Osero gehört zum Rajon Blagoweschtschenski und befindet sich 6 km südsüdwestlich von dessen Verwaltungssitz Blagoweschtschenka und bildet als deren einzige Ortschaft die Stadtgemeinde Stepnoosjoroski possowet.

## Geschichte
Der Ort entstand 1960 im Zusammenhang mit der Errichtung eines Chemiewerkes. 1984 erhielt Stepnoje Osero den Status einer Siedlung städtischen Typs. Der Name bedeutet Steppensee.

### Bevölkerungsentwicklung
| Jahr | Einwohner |
| ---- | --------- |
| 1989 | 7447      |
| 2002 | 7184      |
| 2010 | 6672      |

Anmerkung: Volkszählungsdaten

## Wirtschaft und Verkehr
Ortsbildendes Unternehmen ist das Chemiewerk der OAO Kutschuksulfat, auf Grundlage des aus dem Kutschuksee geförderten Salzes einer der größten Produzenten von Natriumsulfat in Russland. Der Transport des Salzes zwischen See und Werk erfolgt durch eine Schmalspurbahn. Das Werk ist über eine Anschlussbahn an das Breitspurnetz der Russischen Staatsbahn angeschlossen, die nach Blagoweschtschenka führt, wo sich die Station Nowoblagoweschtschenka bei Kilometer 71 der 1953 eröffneten Strecke Kulunda – Barnaul befindet.
Östlich des Ortes verläuft die Regionalstraße R372 von Blagoweschtschenka, die etwa 40 km südöstlich bei Rodino an die R371 Aleisk – Kulunda – kasachische Grenze anschließt.